# 全国人民代表大会常务委员会立法工作计划
全国人民代表大会常务委员会立法工作计划（简称全国人大常委会立法工作计划）是全国人大常委会每年制定的对本年度全国人大常委会立法工作的具体安排。

## 简介
1993年，第八届全国人大常委会出台《关于今明两年立法工作的安排意见》，这是全国人大常委会首次制定关于立法工作的计划。自1993年第八届全国人大开始，全国人大常委会制定年度立法工作计划，称为全国人民代表大会常务委员会立法计划（简称全国人大常委会立法计划），主要对年度内提交全国人大常委会会议审议的立法项目作出安排。2008年起，正式改为全国人民代表大会常务委员会立法工作计划（简称全国人大常委会立法工作计划），增加了对立法工作层面的一些要求。
年度立法工作计划主要是贯彻全国人大常委会五年立法规划的原则要求，落实立法规划确定的立法项目的审议安排。根据经济和社会发展需要，年度立法工作计划可对立法规划进行补充和调整。
2015年3月15日第十二届全国人民代表大会第三次会议《关于修改〈中华人民共和国立法法〉的决定》修正后的《中华人民共和国立法法》首次对全国人大常委会立法规划和年度立法工作计划作出了规定。该法第五十二条规定：“全国人民代表大会常务委员会通过立法规划、年度立法计划等形式，加强对立法工作的统筹安排。编制立法规划和年度立法计划，应当认真研究代表议案和建议，广泛征集意见，科学论证评估，根据经济社会发展和民主法治建设的需要，确定立法项目，提高立法的及时性、针对性和系统性。立法规划和年度立法计划由委员长会议通过并向社会公布。”“全国人民代表大会常务委员会工作机构负责编制立法规划和拟订年度立法计划，并按照全国人民代表大会常务委员会的要求，督促立法规划和年度立法计划的落实。”
立法工作计划的编制程序通常为：在前一年度下半年由全国人大常委会法制工作委员会编制下一年度立法工作计划，通常在前一年度12月由全国人大常委会委员长会议原则通过，对下一年度立法工作作出预安排。等到下一年度3月全国人民代表大会会议召开后，根据会议精神及全国人大代表审议中提出的意见和建议，对预安排加以调整完善，经全国人大常委会委员长会议讨论通过后印发执行，并且向社会公布。
全国人大常委会法制工作委员会在编制立法工作计划时，首先按照中共中央的工作部署，汇总、梳理有关立法项目，根据立法项目的成熟度作出安排。同时，全国人大代表提出的议案和建议中的立法项目建议是立法工作计划项目来源之一。此外，还向全国人大各专门委员会、全国人大常委会有关工作机构、国务院有关部门、最高人民法院、最高人民检察院、中央军委法制局等单位发函以征求立法项目建议。立法工作计划草稿多次征求全国人大有关专门委员会及全国人大常委会有关工作委员会、国务院法制办、中央军委法制局等的意见。在编制2016年立法工作计划时，首次向部分全国人大代表、各省级人大常委会法制工作机构以及基层立法联系点征求意见。对意见有分歧或立法思路不明确的项目，可召开座谈会，听取项目提出单位及其他单位、议案领衔代表、专家学者的意见。

## 历年立法工作计划
近年的立法工作计划有：
- 全国人大常委会2005年立法计划：2005年2月18日第十届全国人民代表大会常务委员会第二十九次委员长会议通过[4]。
- 全国人大常委会2006年立法计划：2005年12月16日第十届全国人民代表大会常务委员会第四十次委员长会议通过[5]。
- 全国人大常委会2007年立法计划：2006年12月15日第十届全国人民代表大会常务委员会第五十四次委员长会议通过，2007年4月16日第十届全国人民代表大会常务委员会第五十九次委员长会议调整[6]。
- 全国人大常委会2008年立法工作计划：2008年4月15日第十一届全国人民代表大会常务委员会第二次委员长会议通过[7]。
- 全国人大常委会2009年立法工作计划：2008年12月15日第十一届全国人民代表大会常务委员会第十五次委员长会议通过，2009年3月23日根据第十一届全国人民代表大会第二次会议精神修改[8]。
- 全国人大常委会2010年立法工作计划：2009年12月14日第十一届全国人民代表大会常务委员会第三十五次委员长会议通过，2010年3月30日根据第十一届全国人民代表大会第三次会议精神修改[9]。
- 全国人大常委会2011年立法工作计划
- 全国人大常委会2012年立法工作计划
- 全国人大常委会2013年立法工作计划：2013年4月15日第十二届全国人民代表大会常务委员会第二次委员长会议通过[10]。
- 全国人大常委会2014年立法工作计划：2013年12月16日第十二届全国人民代表大会常务委员会第十四次委员长会议原则通过，2014年4月14日第十二届全国人民代表大会常务委员会第二十一次委员长会议修改[11]。
- 全国人大常委会2015年立法工作计划：2014年12月15日第十二届全国人民代表大会常务委员会第三十六次委员长会议原则通过，2015年4月10日第十二届全国人民代表大会常务委员会第四十五次委员长会议修改[12]。
- 全国人大常委会2016年立法工作计划：2015年12月14日第十二届全国人民代表大会常务委员会第五十八次委员长会议原则通过，2015年12月26日第十二届全国人民代表大会常务委员会第五十九次委员长会议第一次修改，2016年4月15日第十二届全国人民代表大会常务委员会第六十七次委员长会议第二次修改[13]。
- 全国人大常委会2017年立法工作计划：2016年12月12日第十二届全国人民代表大会常务委员会第八十四次委员长会议原则通过，2017年4月11日第十二届全国人民代表大会常务委员会第九十三次委员长会议修改[14]。
- 全国人大常委会2018年立法工作计划：2017年12月14日第十二届全国人民代表大会常务委员会第 105 次委员长会议原则通过2018年4月17日第十三届全国人民代表大会常务委员会第2次委员长会议修改[15]。
- 全国人大常委会2019年度立法工作计划未对外公布
- 全国人大常委会2020年度立法工作计划：2019年12月16日第十三届全国人民代表大会常务委员会第44次委员长会议原则通过 2020年6月1日第十三届全国人民代表大会常务委员会第58次委员长会议修改[16]。
- 全国人大常委会2021年度立法工作计划：2020年11月27日第十三届全国人民代表大会常务委员会第78次委员长会议原则通过 2021年4月16日第十三届全国人民代表大会常务委员会第91次委员长会议修改[17]
- 全国人大常委会2022年度立法工作计划：2021年11月29日第十三届全国人民代表大会常务委员会第106次委员长会议原则通过 2021年12月23日第十三届全国人民代表大会常务委员会第107次委员长会议修改 2022年4月11日第十三届全国人民代表大会常务委员会第114次委员长会议修改[18]